# Alias Caracalla
Alias Caracalla est un récit autobiographique, sous forme de Mémoires, écrit par le résistant français Daniel Cordier et racontant notamment son « expérience de la guerre au jour le jour », puis son expérience dans les services secrets jusqu'en janvier 1946, enfin sa vie tournée vers l'art contemporain, en tant que collectionneur et galeriste. 
Ce récit est découpé en trois parties d'inégales longueurs. Le premier tome, qui est paru en 2009, est intitulé Alias Caracalla : mémoires, 1940-1943 et compte 944 pages. Le second tome, paru en 2021 (c'est-à-dire quelques mois après le décès de Cordier) et intitulé La victoire en pleurant : Alias Caracalla 1943-1946, compte 323 pages et est introduit par une préface de l'historienne Bénédicte Vergez-Chaignon. Le troisième tome, qui est paru en 2024 et compte 368 pages, est intitulé Amateur d'art : Alias Caracalla 1946-1977 ; Bénédicte Vergez-Chaignon en a établi l'édition sur base du manuscrit achevé en février 2002, qu'avait laissé Cordier.

## Intentions et forme
C'est l'historien Jean-Pierre Azéma qui a suggéré à Cordier d'écrire ses mémoires, alors que celui-ci y répugnait en raison, d'une part, de sa méfiance à l'égard de l'acuité des souvenirs et, d'autre part, de son aversion pour la « mise en vedette du rôle de l'auteur » dans tous mémoires. Cordier a néanmoins décidé d'écrire ses mémoires pour trois raisons : premièrement, le désir de compléter son travail historique sur Jean Moulin par son propre témoignage d'acteur, afin d'« éclairer les historiens » ; deuxièmement, l'ambition de « faire revivre le souvenir de [ses] camarades » et de « rendre justice » à ses jeunes camarades de la France Libre — « ces enfants qui furent l'honneur de la France » — et à ses camarades civils de « l'armée des ombres » (agents de liaison, secrétaires, radios, saboteurs), qui ont tous été des héros dans la « solitude et [le] martyre » et dont les noms sont oubliés (Cordier rappelle ainsi nommément Suzanne Olivier, François Briant, Maurice de Cheveigné, Laure Diebold, Hugues Limonti, Pierre Kaan) ; troisièmement, l'intention de raconter son évolution morale et politique de l'extrême droite catholique antisémite à la gauche démocratique, une sorte de « confession » ayant pour but la « recherche de la vérité ». Son parcours est ainsi allé d'historien de la mission Jean Moulin à mémorialiste de sa propre histoire au sein de l'Histoire, d'où le titre de son livre De l’Histoire à l’histoire, publié en 2013.
La difficulté consistait à inscrire fidèlement des souvenirs dans une chronologie exacte, en faisant en sorte que cette chronologie personnelle rencontre la chronologie de l'Histoire de la France Libre et de la mission de Jean Moulin. Pour ce faire, Cordier ne s'est pas seulement fondé sur sa mémoire, aussi excellente qu'elle ait été : il s'est servi du Journal qu'il a rédigé par intermittence au cours de sa vie, des Mémoires composés par Maurice de Cheveigné et par le capitaine Paul Hucher, ainsi que des documents d'archives relatifs à sa propre mission auprès de Moulin.
La forme du Journal a permis à Cordier de rendre « la fluidité d'une vie de jeune homme » en restituant véritablement l'expérience de « garçons […] entre la fin de l'adolescence et le début de la vie d'homme », le Journal d'André Gide et La Chartreuse de Parme de Stendhal — notamment l'expérience de Fabrice à Waterloo — ayant constitué des révélations littéraires pour Cordier dans sa jeunesse et des inspirations ; c'est pourquoi Cordier a finalement choisi de faire ce récit autobiographique sous la forme d'un Journal « réinventé ».
En ce qui concerne le titre d'Alias Caracalla, Cordier le donne à ses Mémoires non pas parce que « Caracalla » aurait été l'un de ses pseudonymes de guerre (comme « Alain »), ce qui n'a jamais été le cas, mais parce que son ami Roger Vailland, dans son roman Drôle de jeu publié en 1945, a donné le nom de l'empereur romain Caracalla à un jeune chef de la Résistance gaulliste dont le personnage lui avait été inspiré par Cordier qu'il avait rencontré dans la Résistance : « […] pour taquiner le “patron”, Caracalla, qui, bien qu'admirateur de l'Armée rouge, est loin d'être un révolutionnaire ; on raconte même qu'avant la guerre, il était inscrit à l'Action française. […] Caracalla c'est un des chefs de la délégation gaulliste […]. Il n'a que vingt-trois ans ». Cordier le confirme d'ailleurs : « En 1943, je fis la connaissance de Roger Vailland […]. Après la libération, il m’offrit Drôle de jeu, récit à peine romancé de notre relation. “J’ai choisi pour votre personnage le pseudonyme de Caracalla. […].” Aujourd’hui […] ce pseudonyme imaginaire a ma préférence sur tous ceux qui me furent attribués dans la Résistance ».

## Résumé du premier tome: 1940-1943
Daniel Cordier compte parmi les tout premiers Français à rejoindre Londres, le 25 juin 1940, à l'âge de 19 ans. Après 25 mois de formation militaire, puis d'entraînement au BCRA afin d'être envoyé clandestinement en France, il y est parachuté et devient, pendant onze mois, le plus proche collaborateur d'un chef qu'il ne connaît que sous le pseudonyme de Rex (Jean Moulin), sur qui compte le général de Gaulle pour rallier autour de lui la Résistance intérieure.

### Jeunesse
Cordier raconte sa jeunesse bourgeoise, ses premiers amours et son éducation familiale maurassienne et royaliste : il était Camelot du roi. À l'armistice de 1940 signé par le maréchal Pétain, il se révolte immédiatement contre la défaite.
Il souhaite mobiliser des jeunes via son réseau d'activisme politique, afin de continuer le combat en Afrique du Nord. Faute de choix et précipité par la possible fermeture des frontières, en juin 1940 il rejoint Londres et les Forces françaises libres du général de Gaulle, par la mer, accompagné d'une dizaine de ceux qu'il a convaincus. Tous n'ont pas pu monter à bord, faute de place sur les bateaux surchargés, ni rejoindre la mer à cause des couvre-feux et des interdictions de rassemblement. Ils n'apprennent que leur destination est Londres qu'une fois en pleine mer.

### Londres
Il commence son entraînement militaire dans les Forces françaises libres à Camberley, aux côtés de quelques centaines de Français, dont Stéphane Hessel et Raymond Aron. Les discussions qu'il aura avec eux participent de l'évolution de ses opinions politiques.
Il est recruté par le BCRA et suit un entrainement d'espion : maniement des explosifs, corps à corps, émission et réception radio, filature, puis parachuté près de Montluçon le 26 juillet 1942 pour être opérateur radio clandestin en France occupée.

### Parachuté en France
Arrivé à Lyon, Cordier, dont le nom de code est Bip.W, est présenté le 30 juillet 1942 à Rex (Jean Moulin), qui est « le représentant du général de Gaulle en France et le chef des agents du BCRA », mais dont Cordier ignore s'il s'agit d'un civil ou d'un militaire ; celui-ci l'invite à dîner dans un petit restaurant le soir-même et, après lui avoir demandé depuis quand il est engagé dans la France libre et l'avoir écouté raconter sa vie, le choisit pour devenir son secrétaire personnel - « Je vous garde avec moi : vous serez mon secrétaire » -, au lieu d'être le radio de Georges Bidault conformément à sa mission, et sans que Cordier ne sache trop pourquoi. 
Au cours de ses onze mois en tant que chef du secrétariat de Moulin, Cordier a l'occasion d'observer sa personnalité de près. Il l'assiste en effectuant des missions de courrier, de dactylographe, de recrutement et en servant de liaison radio avec Londres. Il assiste à la plupart des réunions auxquelles Jean Moulin prend part, avec des diplomates, dignitaires, syndicalistes et militaires français, et les chefs des principaux réseaux de résistance, qui souvent l'ennuient, lui qui rêve de « tuer du Boche »,,.
Il raconte le quotidien de la Résistance, d'un caractère moins romanesque et plus dangereux que prévu, et les luttes intestines, entre les différents réseaux de résistance, les partis politiques et les syndicats.
Ses idées morales et politiques évoluent au fil de ses expériences et de ses rencontres ; il devient de plus en plus républicain et abandonne peu à peu l'antisémitisme acquis dans son milieu familial et politique d'extrême droite, dont il comprend l'« infamie » le 25 mars 1943 en croisant à Paris un vieillard et un enfant portant l'étoile jaune, ce qui constitue un véritable choc et le remplit de honte.

## Résumé du second tome: 1943-1946
Cordier reprend son récit en juin 1943, au moment où il apprend l'arrestation de Rex (Jean Moulin). Il raconte la poursuite de sa mission en France, avec les différents envoyés de Londres (Claude Serreulles, Pierre Brossolette, Jacques Bingen) et les chefs des mouvements de résistance ; puis son évasion de France par l'Espagne en mars 1944, et sa découverte du musée du Prado ; son retour à Londres deux mois plus tard et son travail pour la France libre ; son débarquement en France en septembre 1944 et son arrivée dans Paris libérée ; ses retrouvailles avec sa famille ; puis, dès octobre 1944, son travail dans les services secrets, le retour l'été suivant de camarades déportés, enfin sa démission de l'armée en janvier 1946.

### La vie d'après (juin - août 1943)
Ce second tome commence par l'annonce de l'arrestation de Rex, que Germain fait à Cordier lors d'un rendez-vous dans une station de métro de Paris. Cordier est accablé. Il informe ses contacts de cette grave nouvelle et a l'intention de retourner à Lyon pour organiser l'évasion de son patron. Cependant, ses contacts lui rappellent son devoir : poursuivre à tout prix la mission que Rex lui a confiée et donc faire fonctionner le secrétariat. 
Quelques jours plus tard, au parc Monceau, Cordier rencontre Serreulles, arrivé de Londres en zone Sud une semaine auparavant et désormais remplaçant de Rex par intérim. Serreulles l'informe des circonstances de l'arrestation de ce dernier à Caluire. 
Le travail se poursuit sous les ordres de Serreulles. Pierre Kaan présente Cordier à Jean-Paul Sartre, qui désire participer à la Résistance. Celui-ci lui fait rencontrer d'autres intellectuels, comme Jean Paulhan et Raymond Queneau.

### La chute (août - octobre 1943)
En août 1943, alors que Claude Serreules dirige la représentation du général de Gaulle en zone Nord, Jacques Bingen est envoyé par Londres pour diriger celle de la zone Sud. Cependant, la nomination du remplaçant de Rex par de Gaulle pour diriger les deux zones se fait tellement attendre que Serreules et Georges Bidault se retrouvent dans une position difficile vis-à-vis des chefs des mouvements de résistance, qui veulent leur autonomie de Londres, à un tel point que « de Gaulle perd le contrôle politique de la Résistance ». Finalement, Émile Bollaert, ancien préfet de Lyon révoqué par le gouvernement der Vichy, est nommé par de Gaulle.
Le 25 septembre, Cordier échappe de justesse à la Gestapo qui a investi le nouveau bureau de la rue de la Pompe et arrêté un grand nombre de membres du secrétariat. Serreules, qui a aussi échappé de peu à une arrestation, donne alors ordre à Cordier d'établir un nouveau bureau, ce qui est fait en 15 jours.
Pierre Brossolette, arrivé de Londres, fait campagne contre Bingen et Serreules, et obtient le rappel de celui-ci à Alger, où de Gaulle a alors établi son QG.

### Intermède - René Bouyjou, mon père...
À l'automne, Daniel apprend le décès de son père, René Bouyjou, dont sa mère avait divorcé,. Daniel Bouyjou-Cordier s'était fâché avec lui en 1940, car celui-ci avait refusé de le laisser s'engager dans l'armée. Daniel, qui a rejoint Londres quelques mois plus tard, n'a jamais revu son père depuis lors et regrette son propre entêtement : il est « profondément bouleversé » de ne plus avoir l'occasion de lui demander pardon.

### Drôles de vacances (décembre 1943 - mars 1944)
Entre le 20 décembre 1943 et les premiers jours de janvier 1944, Cordier est informé que sa photo est tombée dans les mains de la Gestapo. Or, de par ses fonctions, il connaît tous les responsables de la Résistance dans les deux zones. Il représente par conséquent, en cas d'arrestation, un risque considérable pour celle-ci. Cordier décide donc de demander son renvoi à Londres à Jacques Bingen, qui est le représentant de de Gaulle par intérim depuis le rappel de Serreules et l'arrestation de Bollaert ; Bingen essaie de retenir Cordier car il a besoin de lui pour faire fonctionner le secrétariat, mais il comprend que ce n'est pas raisonnable de rester et, à contre-cœur, le relève de ses fonctions. Quelques jours plus tard, Pierre Kaan est arrêté à son tour. 
En attendant son départ, Cordier décide de découvrir la vie intellectuelle parisienne qu'il ne connaît pas. C'est pourquoi il prie Sartre de le présenter à Albert Camus, dont il admire L'Etranger ; il va aussi au théâtre presque tous les soirs, ce qui lui permet notamment de voir notamment Antigone de Jean Anouilh au cours de la seconde quinzaine de février, pièce qui le marque profondément en raison de sa résonance dans le contexte de la dictature de l'Occupation, ainsi que La Reine morte de Henry de Montherlant, quelques jours plus tard. 
Il contacte aussi Moineau/Domino, jeune femme élégante et vive dont il avait été « follement amoureux » en 1940 et qui habite à présent Paris ; elle est mariée à un étudiant en médecine et ils ont un enfant. Cordier la revoit et rencontre son mari.
À la mi-février 1944, Cordier passe, avec Cheveigné — qui attendait alors son rappel à Londres — et la jeune courrier Simone, quelques jours au Cap d'Antibes, dans la maison de Roger Vailland.
Enfin, au cours de la première quinzaine de mars 1944, Cordier quitte Paris en train pour Toulouse, puis Pau. Il est accompagné de Jean-Louis Théobald, l'un de ses anciens agents de liaison, arrêté en 1943, puis évadé du train l'emmenant en déportation en janvier 1944.

### Un chemin de liberté (mars - mai 1944)
Quelques jours plus tard, les deux jeunes gens quittent Pau en bus et arrivent, de nuit, dans un bourg béarnais proche de la frontière espagnole. Ils sont conduits auprès d'un groupe d'une dizaine de personnes, avec lesquels ils partent sous la pluie et marchent durant toute la nuit jusqu'à une grange où ils dorment tout le jour suivant ; puis, dans la soirée, le groupe repart et arrive à l'aube à Saint-Engrâce, dans une grange, où chacun passe la journée à se reposer. Le soir, vers 22 heures, accompagnés par un guide, Cordier, Théobald et deux aviateurs américains grimpent en direction d'un col et, après de gros efforts car ils s'enfoncent à mi-jambes dans la neige, ils traversent la frontière franco-espagnole et atteignent une cabane de berger où ils passent la nuit. Le lendemain, ils descendent en direction de la vallée et sont arrêtés par la Garde civile. Cordier et Théobald sont alors séparés des aviateurs (récupérés par les autorités diplomatiques américaines) et, après quelques jours, conduits à la prison de Pampelune où ils restent environ une semaine, puis au camp de rétention de Miranda de Ebro.  
Le 1er mai 1944, après un mois d'internement dans ce camp, Cordier, Théobald et une dizaine d'autres prisonniers sont remis au consul britannique, qui les installe pour deux jours dans une pension de famille à Madrid. Cordier passe ces deux journées au Musée du Prado, dont Rex lui avait parlé. Il y découvre des tableaux qui l'émerveillent, notamment de Jérôme Bosch (Le Jardin des délices), Pieter Brueghel l'Ancien (Le Triomphe de la mort), Francisco de Goya (Tres de Mayo), Diego Vélasquez (Les Ménines), Albrecht Dürer, le Greco ; c'est « la plus prodigieuse découverte de [son] existence » : Cordier est bouleversé, « épuisé de bonheur » ; c'est un déclic : la « naissance » de sa « passion » pour la peinture. 
Après ces deux jours de vacances, c'est le départ en train pour Gibraltar, où il revoit des uniformes britanniques pour la première fois depuis deux ans. Cordier est heureux de jouir de la liberté, mais en même temps il a l'impression d'avoir, en s'évadant de France, trahi ses camarades qui y poursuivent la lutte.  
Enfin, le 9 mai, dans la nuit, il embarque dans un avion britannique et retrouve l'Angleterre. 

### Londres au temps des V1 (mai - septembre 1944)
À son retour à Londres, Cordier découvre une ville « transfigurée » : il y a de nombreuses ruines dans les quartiers où il a vécu et les soldats américains sont partout. De plus, il apprend que le service auprès duquel il avait déposé ses uniformes et autres affaires personnelles avant son départ pour la France en été 1942 l'a cru mort en mission et a distribué le tout. En outre, ses anciens supérieurs, le capitaine Bienvenue (Raymond Lagier) et le colonel Passy (André Dewavrin), ne sont plus là et Cordier ne reconnaît plus personne au BCRA, qui a changé de nom et s'appelle désormais BRAL (Bureau de renseignement et d'action de Londres), alors que la Direction générale des Services spéciaux (DGSS) de la France Libre est établie à Alger auprès du général de Gaulle. Heureusement, le colonel Manuel, qui commande le BRAL, se souvient bien de Cordier, qu'il avait rencontré à Lyon en 1942-1943, et l'accueille chaleureusement, malgré l'interrogatoire de débriefing « hostile » du contre-espionnage français (18 mai 1944). Cordier est alors affecté comme chef du bureau préparant les agents qui vont être parachutés en France. Son adjoint est Jean Vidal, qui devient un ami. Peu à peu, Cordier retrouve d'anviens amis, dont Raymond Aron. 
C'est l'époque des attaques allemandes au moyen des missiles v1, extrêmement destructeurs. C'est alors que Cordier apprend avec une immense tristesse la mort de son meilleur ami d'enfance, André Marmissolle, tragiquement décédé dans un accident en Libye en 1943.  C'est à cause d'André que Cordier avait choisi Alain comme pseudonyme de guerre.
Le 6 juin 1944 vers 5 heures du matin, Cordier est réveillé en sursaut par un très puissant vrombissement d'avions et il comprend que c'est le début du Débarquement en France, tant attendu. Il est frustré de ne pas en faire partie. À la fin septembre, Cordier peut enfin embarquer à Southampton sur une vedette britannique à destination de Cherbourg.

### Le retour de l'enfant combattant (octobre 1944)
Après de multiples recherches dans Cherbourg en ruines, Cordier parvient à embarquer sur un camion militaire transportant des soldats vers Paris. Pendant le trajet, ils croisent des files de soldats allemands prisonniers, dont le spectacle « lamentable » ne réjouit pas Cordier. Arrivé le soir à Paris, Cordier retrouve son petit appartement, puis va se promener à Saint-Germain-des-Prés. Il espère croiser un de ses anciens camarades de la clandestinité, mais ne connaissant ni leur véritable nom, ni leur domicile, il se rend compte qu'il encore plus seul à Paris qu'à Londres. Soudain, il tombe sur Jean-Paul Sartre, qu'il retrouve avec « sa gentillesse, sa curiosité attentive ».
Dès le début octobre, Cordier rejoint le BRAL, dans les bureaux de la DGSS près du bois de Boulogne, où il retrouve le colonel Manuel. Il lui demande l'autorisation de rejoindre son ancienne arme, les chasseurs, au sein de la 2e DB du général Leclerc, afin de ne pas être un « planqué » et de pouvoir enfin participer à la guerre. Mais son colonel se moque gentiment de Cordier en lui disant de réaliser qu'il a fait la guerre « plus que les autres », mais sans s'en apercevoir car la vraie guerre ne ressemble pas aux images des livres d'enfant. Il lui explique que la France sera bientôt libérée et qu'on a beaucoup plus besoin de Cordier pour la réorganisation des services secrets, afin de barrer la route au personnel du gouvernement de Vichy, et pour soutenir le général de Gaulle dont l'autorité n'est pas encore reconnue par les Alliés. Cordier reçoit alors l'ordre d'aller déjeuner rue Saint-Honoré au Cercle Interallié, où les cadres de la Résistance se retrouvent, et d'y renouer avec ceux-ci, puis de prendre quelques jours de vacances.
Cordier va déjeuner au Cercle Interallié, où un camarade de la Résistance l'invite à sa table. Puis, Georges Bidault, qui est président du Conseil national de la Résistance et ministre des Affaires étrangères, le reconnaît et l'embrasse. Cordier parvient les jours suivants à reprendre contact avec ses anciens camarades. 
Quelque temps plus tard, Cordier se décide finalement à se rendre dans sa famille, qu'il n'a pas revue depuis plus de 4 ans. Il achète une voiture et abat les mille kilomètres de Paris à Bordeaux, où il rend visite à son grand-père maternel, « bonapartiste engagé », qu'il revoit avec émotion et chez qui il passe la nuit. Le lendemain, Cordier part pour Pau, afin d'y retrouver sa mère, son beau-père et sa grand-mère ; ils sont tous extrêmement émus ; après le déjeuner, ils partent tous ensemble pour la maison familiale du village de Bescat. Daniel Cordier constate qu'il a énormément évolué depuis son départ : d'extrême-droite nationaliste, royaliste, ultra-catholique et antisémite, sa vision du monde est devenue démocrate et libérale, ce qui fait que ses parents et lui ne partagent plus les mêmes idées politiques et sociales ; pendant son séjour chez eux, ils n'ont « jamais évoqué le passé », c'est-à-dire les quatre années de guerre, et ne sont d'ailleurs plus jamais parvenus à communiquer en profondeur depuis lors. Au bout de quelques jours, Cordier repart pour Paris en faisant à nouveau étape à Bordeaux afin d'y retrouver ses grands-parents paternels Bouyjou.

### Le charme singulier des services secrets (octobre - décembre 1944)
De retour à Paris, Cordier est invité à dîner chez le colonel Manuel, avec Vitia, l'épouse de Stéphane Hessel, qui n'est pas encore rentré de déportation. Cordier y voit un tableau d'Albert Marquet, qui le fascine. Au cours du repas, Manuel explique que le colonel Passy est excédé par les attaques infondées lancées par des mouvements de résistance contre le BCRA et a décidé de faire rédiger par Vitia et Cordier un Livre blanc sur l'action des agents du BCRA, sur base des archives de ce service. Celles-ci ont été envoyées de Londres et n'arrivent à Paris qu'à fin novembre. Des soldats les déposent en vrac dans une grande pièce réquisitionnée par Cordier, qui doit ensuite passer du temps à leur redonner un semblant d'ordre. 
Il retrouve ses camarades Paul Schmidt, Meunier et Chambeiron. Ayant, grâce à ces deux derniers, rencontré Laure Moulin, Cordier apprend qu'elle est la soeur de son ancien patron et découvre alors l'identité de celui qu'il n'a connu que sous le pseudonyme de Rex ; il est déçu car le nom Jean Moulin lui est totalement inconnu ; Meunier doit lui apprendre le parcours préfectoral et ministériel du patron tant admiré, dont il espère encore le retour de déportation. Laure Moulin offre une photo de Rex à Cordier, qui depuis lors l'a toujours gardée sur son bureau.
À cette époque (octobre-novembre 1944), les mouvements de résistance et les communistes multiplient les critiques hostiles et violentes contre de Gaulle et le BCRA. Cela encourage Cordier à poursuivre avec énergie son travail sur le Livre blanc du BCRA. Le 30 novembre 1944, Maurice Thorez, de retour de son exil à Moscou pendant la guerre, fait un discours au Vel d'Hiv, auquel le colonel Manuel donne ordre à Cordier d'assister ; celui-ci y retrouve avec joie Raymond Aron, qu'il n'a pas revu depuis Londres ; celui-ci lui explique, avec sa perspicacité habituelle, la situation politique de difficile équilibre que de Gaulle recherche entre, d'une part, les Américains qui occupent la France et, d'autre part, les Soviétiques et les communistes français.

### L'heure des comptes (décembre 1944 - mars 1945)
Cordier retourne à Bescat pour les fêtes de fin d'années en famille. Le curé et le médecin du village lui font des déclarations consternantes, qui démontrent qu'ils sont restés pétainistes et qui font réaliser à Cordier qu'il ne reconnaît « plus la France d'autrefois et surtout les Français ». Sur le chemin du retour, il s'arrête à Bordeaux et apprend avec grande tristesse que Victor Bouyjou, son grand-père paternel, est décédé et a été enterré la veille.
Quelques semaines après le retour de Cordier à Paris, le procès de Robert Brasillach pour collaboration et sa condamnation à mort suscitent une querelle entre intellectuels, que Cordier ne comprend pas car, selon lui, il serait injuste que ne soient pas aussi condamnés ceux qui ont incité les assassins des Résistants à commettre ces crimes.  
À la fin janvier 1945, dans le cadre des procès en épuration contre les Collaborateurs, se déroule devant la cour de justice du Rhône le procès de Charles Maurras, fondateur et animateur de l’Action française, qui avait été le maître à penser de Cordier en matière politique depuis 1934. Celui-ci, qui s'est « éloigné irrémédiablement » de la doctrine de Maurras depuis juin 1940, suit son procès par la presse et est scandalisé par la clémence de sa condamnation à la réclusion à perpétuité. 
Ces procès au sujet de la question de la responsabilité des intellectuels incitent Cordier à se plonger dans son travail dans les archives du BCRA aux fins de justifier la Résistance. Il y découvre non seulement son dossier personnel, mais aussi des documents extrêmement intéressants concernant Jean Moulin. 
Depuis le début janvier, Vitia Hessel l'a rejoint pour poursuivre le classement des archives et rédiger le Livre blanc. Ils déjeunent souvent ensemble, ce qui permet à Cordier d'obtenir de Vitia des explications sur des éléments qu'il ne saisit pas complètement. À mesure que la guerre approche de sa fin, Vitia est plus soucieuse au sujet de son mari déporté: Stéphane a-t-il survécu au fanatisme sadique et exterminateur des nazis? Pour la distraire, il l'emmène au théâtre, où ils voient Huis clos de Sartre et des textes de Jacques Prévert. Le colonel Manuel les emmène aussi voir une exposition de Picasso au Palais de Tokyo. 

### La victoire en pleurant (avril - août 1945)
En avril 1945, Cordier est promu chef de cabinet du colonel Passy, qui vient lui-même d'être nommé directeur de la Direction générale des Études et Recherches (DGER) à la place de Jacques Soustelle. 
La fin de la guerre est proche et Berlin capitule le 8 mai. Cordier attend par conséquent que ses camarades déportés et Jean Moulin soient enfin rapatriés. Le premier camarade à rentrer est Maurice Montet (1918-1996), qui était responsable d'un réseau d'évasion pour les aviateurs alliés vers l'Espagne et avait été arrêté en 1943. Il est squelettique et Cordier se rend alors tout à coup compte de ce que signifie la déportation. Il passe chaque jour, matin et soir, à l'hôtel Lutetia où un bureau enregistre les déportés qui sont rentrés. C'est là que Cordier retrouve un soir son ami Maurice de Cheveigné, qui avait été arrêté en avril et déporté en septembre 1944, et qui est très amaigri et d'une profonde lassitude. Cordier lui donne aussitôt l'hospitalité dans son appartement et se rend compte qu'il doit « lui laisser le temps de [le] rejoindre parmi les vivants ». 
Quelque temps plus tard, Mme Moret, qui l'avait hébergé à Lyon pendant la guerre et avait été arrêtée en janvier 1943, l'appelle au téléphone et il se rend aussitôt chez elle. C'est avec une grande émotion qu'il la revoit ainsi que sa fille Suzanne Olivier (Suzette), qui avait travaillé dans le secrétariat qu'il avait monté pour Jean Moulin à Lyon puis à Paris, où elle avait été arrêtée en juin 1943. Toutes deux viennent de rentrer de déportation, Mme Moret après avoir subi plus de 2 ans de prison en France et en Allemagne, et Suzette 10 mois d'incarcération à Fresnes puis un an au camp de Ravensbrück. Elle est très affaiblie et doit rester alitée à cause des sévices subis au cours de sa détention à Ravensbrück. Cordier lui avoue maladroitement qu'il regrette de ne pas avoir partagé leurs souffrances, mais elle lui répond que savoir qu'il continuait à se battre lui donnait du courage.
Peu après, son ami François Briant, que Cordier avait connu en Angleterre dès juin 1940 dans les Forces françaises libres puis au BCRA, et qui avait été parachuté avec lui en juillet 1942 près de Lyon, mais qui avait été arrêté en avril 1943 puis déporté en Allemagne, est lui aussi de retour des camps de concentration. Cordier lui donne l'hospitalité dans son appartement. Briant, qui se destinait aux Pères blancs, lui avoue quelques jours plus tard que « l'horreur des camps » fait vaciller sa foi en Dieu. Cet aveu bouleverse Cordier, qui a lui même perdu la foi au cours de sa vie dans la clandestinité. Il conseille alors à Briant de rejoindre le séminaire afin d'y réfléchir. 
En juin 1945, comme Jean Moulin n'est toujours pas rentré de déportation, Cordier inquiet reçoit de Pierre Meunier la confirmation que Moulin est mort entre les mains des Allemands en été 1943. Cordier est ensuite invité à un dîner chez Pierre Cot, en compagnie de Meunier et du colonel Passy, au cours duquel il constate l'égarement politique de Cot vis-à-vis de l'URSS. 
À la demande du colonel Passy, Cordier représente celui-ci à la tribune officielle, place de la Concorde, lors du défilé de la victoire, le 18 juin 1945. Il y porte son uniforme de lieutenant de chasseur avec la croix de la Libération et est assis derrière le général de Gaulle, le « Rebelle » qui a fondé l'armée française libre en juin 1940 et que Cordier admire. Au cours de la cérémonie, celui-ci est submergé par l'émotion au souvenir de tous ceux qui se sont engagés dans le combat pour la libération de la France contre les Allemands et qui ont été tués. Cordier se jure de ne plus participer à de telles cérémonies. 
En août 1945, à l'issue du procès du maréchal Pétain, lorsque le général de Gaulle commue la condamnation à mort de celui-ci en détention à perpétuité, Cordier est stupéfait et fâché. En effet, il considère que Pétain est le plus grand responsable parmi tous les Collaborateurs, qui a « ruiné l'espérance d'un peuple » et « trahi l'honneur de la France » en demandant l'armistice aux Allemands en 1940, en se retournant contre ses alliés britanniques et en combattant les Résistants. 

### Puisqu'il faut mourir un jour (août 1945 - janvier 1946)
À la mi-août 1945, Cordier est envoyé par le colonel Passy en mission officielle en Espagne, afin d'évaluer la résistance intérieure à la dictature de Franco. Accompagné d'un Espagnol en exil, il se rend à Madrid au volant du coupé Mercedes de Goering. Il y fait de nombreuses rencontres (directeur des services secrets, ministre, chef d'état-major etc.) et des visites à des opposants au régime. En outre, il parvient à obtenir la restitution de la somme d'argent et des objets qui lui avaient été confisqués par les autorités espagnoles en 1944, lors de son évasion de France et de son incarcération au camp de Miranda sous le nom der Charles Daguerre. À son retour à Paris le 10 septembre, Cordier fait son rapport à Passy : le pouvoir de Franco est « solidement implanté » en Espagne et la population écœurée « de sang et d'horreur » ne veut plus de guerre civile. Cordier, dont les opinions politiques sont à l'opposé de la dictature franquiste, lui qui s'est battu pour la liberté, est triste de ses conclusions, toute objectives qu'elles soient.
À cette époque, la France est en pleine campagne électorale au sujet du référendum constitutionnel d'octobre 1945. Cordier n'appartient à aucun parti politique, mais il se reconnaît dans les arguments des socialistes et des communistes. Étant donné que de Gaulle a rempli sa mission de rétablissement de la République, Cordier est déçu qu'en novembre il ne quitte pas le pouvoir comme un Cincinnatus.
À la fin 1945, à la demande de Passy, Cordier lui organise un dîner chez lui avec André Malraux, alors ministre de l'Information du gouvernement de Gaulle, auquel Raymond Aron (son chef de cabinet), Pierre Fourcaud (adjoint de Passy) et le colonel Manuel assistent aussi. À son arrivée, Malraux s'arrête devant une copie ancienne d'un tableau de Rubens qui orne l'appartement de Cordier, et disserte à son égard. Au cours de la soirée, Passy expose à Malraux son projet de réorganisation des services secrets. Malraux dit qu'il considère les résistants français comme des « farfelus » courageux mais sans véritables idées politiques et que la France est peuplée de Brutus. 
Cordier est indigné par l'agressivité dont fait preuve la classe politique vis-à-vis de de Gaulle, alors le chef du gouvernement provisoire, comme par exemple Édouard Herriot qui réclame à la chambre des députés, en janvier 1946, le retrait des décorations remises par le régime de Vichy aux soldats français s'étant illustrés contre les Américains lors du débarquement de ceux-ci en Afrique du Nord en 1942. Cordier remarque que ces politiciens ont été attentistes ou pétainistes, ainsi que la plupart des Français, pendant l'Occupation, et il en conclut que « de Gaulle et ses premiers compagnons resteront toujours des exilés de l'histoire de France ». D'ailleurs, Cordier n'a jamais soulevé le sujet du comportement des membres de sa famille ou des tiers pendant l'Occupation, de crainte d'entendre des mensonges. 
En janvier 1946, au cours d'un déjeuner chez Drouant, Malraux informe Passy, en présence du colonel Manuel et de Cordier, que de Gaulle a pris la décision de démissionner. Le 19 janvier, comme prévu de longue date, Passy et sa fiancée partent, en compagnie de Cordier, en vacances de ski à Davos. Le lendemain, 20 janvier, de Gaulle donne sa démission. Cordier ressent alors que son engagement dans l'armée de de Gaulle en juin 1940 prend fin et il en éprouve de la tristesse et de la nostalgie. Cordier, qui ne se trouve aucun talent particulier, et que Passy juge amicalement comme étant trop sentimental, se demande quel sera son avenir.

## Résumé du troisième tome: 1946-1977
Sous le titre d'Amateur d'art, Cordier poursuit la rédaction de ses Mémoires. Cette troisième partie d'Alias Caracalla couvre la période qui suit sa décision de démissionner de la DGER en janvier 1946, juste après la démission du général de Gaulle de la présidence du Gouvernement provisoire, jusqu'en 1977. Au cours de cette période, Cordier se tourne vers l'art, en particulier l'art contemporain, comme galeriste (1956-1964) et collectionneur, et il voyage beaucoup. Après cette période, Cordier se sentira rappelé vers la Résistance et son histoire en raison de sa fidélité à Jean Moulin, à la suite de la publication du livre d'Henri Frenay, L'Énigme Jean Moulin, en 1977.
Ce troisième tome d'Alias Caracalla est divisé en cinq parties.

## Adaptation cinématographique
Le premier tome d'Alias Caracalla (c'est-à-dire les mémoires de Cordier entre 1940 et 1943) a été adapté à la télévision, sous la forme d'un téléfilm français, Alias Caracalla, au cœur de la Résistance, diffusé en 2013.